# Daniel Holtz
Daniel Holtz es un personaje ficticio de la serie de televisión Ángel de Joss Whedon; era un cazador de vampiros en el siglo XVIII y un enemigo acérrimo de los vampiros Angelus y Darla, fue uno de los principales enemigos de la 3.ª temporada de Ángel. Fue interpretado por Keith Szarabajka.

## Biografía
Holtz era un cazador de vampiros de York, Inglaterra, que comenzó a matar a los vampiros de 1754. Persiguió a Angelus y Darla a través de gran parte de Europa y África del Norte. El libro Documentus Vampiricus Conquestus detalla algunos de los encuentros que Holtz tuvo con Angelus y Darla. Él ha matado a 378 vampiros durante su búsqueda de Angelus y Darla. 
En mayo de 1764, Angelus y Darla atacan a la de familia Holtz, violaron a su mujer y la mataron a ella y a su hijo recién nacido. Como toque final, volvieron a su hija restante, Sarah, en una vampirera. Al regresar a casa, Holtz no tuvo más remedio que tirar a su hija a luz directa del sol y verla reducirse a cenizas. 
En 1765, Angelus y Darla son descubiertos por Holtz en Italia. Los vampiros huyen a Arlés, Francia, pero finalmente son atrapados por Holtz en un granero. Darla escapa en el único caballo y deja a Angelus valerse por sí mismo. Los dos se encuentran poco después en Viena, pero se desconoce si Holtz sabía de esta cita. 
En 1767 el vampiro James incendia la casa del conde de León, lo que provocó la ira de Angelus, ya que eso atrajo la atención de Holtz y buscó pistas en Marsella, Francia. 
En 1771 Holtz finalmente logró atrapar a Angelus en las alcantarillas debajo de Roma, y lo torturó durante horas, pero finalmente llegó Darla y Angelus fue libre. Después de este incidente, Holtz renunció a su caza y se convirtió en un ermitaño. 
En 1773, el demonio Sahjhan se le presentó a Daniel y le ofreció una oportunidad de venganza. Holtz se coloca en un estado de animación suspendida mística, y volvió a despertar en Los Ángeles en el año 2001. Allí fue informado por Sahjhan en la navegación de la ciudad, y también le da un nuevo ejército, esta vez un grupo de demonios. Sin embargo, mucho ha cambiado en 200 años: Darla estaba embarazada y Angelus ahora tiene un alma. 
Dado que sus motivos no eran del interés de la justicia, sino venganza, Holtz le perdonó vida de Ángel —más que satisfecho con lo que había planeado— y en su lugar ideó un plan más elaborado para usar a Connor el recién nacido hijo de Ángel y Darla para causarles a los vampiros tanto dolor como ellos le causaron a él. 
Holtz envenenó a sus mercenarios demoniacos por ser soldados sin alma solo mercenarios. Holtz quería verdaderos guerreros, personas que creen en su causa y estarían dispuestos a morir por ella. Su primer recluta fue una temeraria joven cazadora de vampiros, Justine Cooper, que había perdido a su hermana gemela en un ataque de vampiros y había caído en una gran depresión y vagando en las noches de caza de vampiros. Holtz manipuló a su sed de venganza, así como la de muchos otros, y construyó un ejército de personas con ideas afines. 
Poco después del nacimiento de Connor, Holtz hace un trato con Wesley Wyndam-Pryce, quien creía que una falsa profecía que anunciaba que Ángel mataría a su propio hijo, para secuestrar a Connor. Pero Holtz no lo devolvió y, Justine que había ayudado a secuestrar al bebé y degolló a Wesley. 
Holtz y Justine previeron en mantener a Connor para ellos y criarlo como propio. Sin embargo, Wolfram & Hart dirigida por Lilah Morgan y el Equipo Especial de Operaciones de la empresa, así como Ángel que embosco a Holtz con un camión. Un tiempo de cuatro vías enfrentamiento entre Ángel, Wolfram & Hart, Holtz y Sahjhan produjo un desgarro de la realidad y Sahjhan amenazaba con llevar a todos ellos en el portal que conduce a Quor'toth, "el más oscuro de los mundos oscuros", pero en el último minuto Holtz saltó en el portal infernal con Connor en sus brazos. 
Durante años, Connor creció en Quor'toth, donde el tiempo se movía más rápido que en la Tierra. Durante su infancia y adolescencia, Holtz actuó como padre adoptivo para Connor, así como instructor, enseñando al niño a cazar demonios y sobrevivir, así como inculcar un gran odio por Angel. Connor encontró una manera de regresar a la Tierra, y un anciano Holtz poco después. 
En la Tierra, el ahora mayor Holtz se enfrenta a Ángel y le dio la impresión de que quería dejar a Connor vivir una vida sana con su padre biológico. Sin embargo, esto fue simplemente la última fase de su plan. Reunido con Justine, Holtz le pidió el llevar a cabo una demostración final de su lealtad: Matarlo a fin de cumplir su venganza.

## Muerte y Legado
Juntos, simularon un ataque de vampiros por apuñalar a Holtz dos veces en el cuello con un punzón, en una forma de simular una mordida de vampiro. Connor llegó a encontrar el cadáver de su padre, mecido por una Justine llorosa. Al igual que Holtz había planeado, Connor, engañado por Justine, cree que Ángel era el responsable. Los dos planearon secuestrar a Ángel y hacer su propia venganza. En lugar de matarlo, los dos lo encerraron dentro de una caja de metal y lo arrojó al mar. Después de que Ángel regresó, le reveló la verdad detrás de la muerte de Holtz a Connor.
- Datos: Q963660